# Harry Bloom
Harry Saul Bloom (* 1. Januar 1913 in Johannesburg; † 28. Juli 1981 in Canterbury) war ein südafrikanischer Journalist, Autor, Aktivist und Dozent.

## Leben
Bloom wurde in eine jüdische, südafrikanische Familie geboren. Er wurde an der Witwatersrand-Universität ausgebildet und absolvierte 1937 sein Jurastudium. Anschließend wurde er Rechtsanwalt in Johannesburg.
1940 heiratete er Beryl Cynthia Gordon. Das Paar zog daraufhin nach London und schrieben unter den Pseudonymen Walter- und Beryl Storm, um Antisemitismus zu entgehen. Sie arbeiteten während des Zweiten Weltkriegs als Kriegskorrespondenten und berichteten nach dem Krieg über die Nürnberger Prozesse. Bloom zog mit seiner Frau später erneut um, diesmal in die Tschechoslowakei.
Dort schrieben sie gemeinsam das Buch Wir treffen die Tschechoslowaken, ein Bericht über ihre frühen Jahre in der Tschechoslowakei. Aus Angst um ihre Sicherheit, als der Stalinismus in Osteuropa an Stärke gewann, kehrten sie nach Südafrika zurück und ließen sich in Bramley, Johannesburg nieder.
Nach dem Krieg kehrten Bloom und seine Frau Beryl nach Durban zurück, wo ihr erstes Kind, Peter, 1944 geboren wurde. Es starb jedoch im Alter von sechs Wochen. Im Oktober 1948 wurde ihre Tochter Susan Storm-Bloom, spätere Fotografin und Schmuckdesignerin, in Prag geboren. Ihr Sohn Stephen Jack Bloom erblickte 1953 in Johannesburg das Licht der Welt. Im Jahr 1957, wenige Monate nach der Veröffentlichung von Blooms erstem Roman Episode in the Transvaal (deutscher Titel: Die lange Nacht), wanderte die Familie nach Kapstadt aus.
Harry und Beryl ließen sich kurz nach dem Umzug nach London im Jahr 1963 scheiden. Dort lernte er Sonia Copeland kennen. Sie heirateten 1967 in Canterbury. Harry Bloom erlitt 1976 einen Schlaganfall. Nach einer Zeit schwindender Gesundheit starb er 1981 in einem Krankenhaus in Canterbury.